# September 2018
Portal Geschichte | Portal Biografien | Aktuelle Ereignisse | Jahreskalender | Tagesartikel

◄ |
20. Jahrhundert |
21. Jahrhundert

◄ |
1980er |
1990er |
2000er |
2010er
| 2020er | 2030er | 2040er

◄ |
2014 |
2015 |
2016 |
2017 |
2018
| 2019 | 2020 | 2021 | 2022 | ►

◄ |
Juni 2018 |
Juli 2018 |
August 2018 |
September 2018 |
Oktober 2018 |
November 2018 |
Dezember 2018 |
►
Dieser Artikel behandelt tagesbezogene Nachrichten und Ereignisse im September 2018.

## Tagesgeschehen

### Samstag, 1. September 2018
- Brüssel/Europäische Union: Das Produktionsverbot von Niedervolt-Halogenlampen und Hochvolt-Halogenlampen ohne Reflektor tritt in Kraft.
- Genf/Schweiz: Der neue Hohe Kommissar der Vereinten Nationen für Menschenrechte nimmt die Amtsgeschäfte auf. Designierte Nachfolgerin des Jordaniers Seid al-Hussein ist Chiles ehemalige Staatspräsidentin Michelle Bachelet.
- Hildesheim/Deutschland: Weihe von Heiner Wilmer SCJ zum 71. Bischof von Hildesheim im Hildesheimer Dom
- Nouakchott/Mauretanien: Parlaments-, Regional- und Kommunalwahlen
- Paris/Frankreich: In Frankreich tritt das Biodiversitätsgesetz in Kraft und enthält ein Verbot von fünf Neonikotinoiden, darunter die Wirkstoffe Clothianidin, Imidacloprid von Bayer CropScience und Thiamethoxam von Syngenta (zu ChemChina), die in vielen Pflanzenschutzmitteln enthalten und ab dem 19. Dezember 2018 auch in der Europäischen Union (EU) im Freiland verboten sind, sowie zusätzlich über die EU-Vorgaben hinaus auch die Wirkstoffe Acetamiprid von Sanofi und Thiacloprid von Bayer. Sie werden für das Bienensterben verantwortlich gemacht.[1]
- Vohburg an der Donau/Deutschland: In der Erdölraffinerie der Bayernoil im Ortsteil Irsching kommt es gegen 5:05 Uhr zu einer Explosion in der Flüssiggas- und Flüssigbenzinanlage des Gaskraftwerks und einem nachfolgenden Großfeuer. 10 Menschen werden verletzt.[2] Es wurde Katastrophenalarm gegeben. 1800 Bewohner umliegender Häuser wurden vorsorglich evakuiert, konnten jedoch noch am selben Tag wieder in ihre Wohnungen zurückkehren.[3]
- Winningen/Deutschland: Atomkraftgegner stoppen für einige Stunden an der Regionalbahnstrecke (Moselstrecke) einen mutmaßlichen Uranerztransport von Hamburg nach Frankreich, indem diese sich von der Moseltalbrücke der Bundesautobahn 61 herablassen.[4]

### Sonntag, 2. September 2018
- Kairo/Ägypten: Präsident Abd al-Fattah as-Sisi hat ein Gesetz zur Regulierung der sozialen Netzwerke ratifiziert. Künftig werden dadurch Social-Media-Konten im Internet mit mehr als 5000 Followern beispielsweise auf Facebook und Twitter vom Obersten Rat der Medienregulierung (SCMR) überwacht.[5]
- Damasak/Nigeria: Mutmaßlich Kämpfer der islamistischen Miliz Islamischer Staat in Westafrika (ISWA) greifen einen Militärstützpunkt in dem Ort Zari nahe der Grenze zum Niger an. Nach Angaben des Militärsprechers der 2. nigerianischen Division, die im Rahmen der Operation Lafiya Dole gegen die Islamisten im Einsatz sind, wurden die Angriffe erfolgreich abgewehrt. Die Nachrichtenagentur AFP berichtet von 30 getöteten Soldaten der Streitkräfte.[6][7]
- Mezzeh/Syrien: Auf dem syrischen Luftwaffenstützpunkt Mezzeh südwestlich von Damaskus kommt es am frühen Morgen zu mehreren Explosionen. Die syrische Nachrichtenagentur SANA berichtet über einen Kurzschluss in einem Munitionsdepot auf dem Stützpunkt als Auslöser für die Detonationen. Mindestens zwei Militärangehörige werden getötet und 11 weitere Personen verletzt. Die Syrische Beobachtungsstelle für Menschenrechte (SOHR) mit Sitz in Großbritannien schließt einen erneuten Raketenangriff der israelischen Streitkräfte nicht aus.[8]
- Mogadischu/Somalia: Bei einem Autobombenanschlag auf ein Restaurant in der Hauptstadt werden mindestens fünf Menschen getötet. Bei einem weiteren Autobombenanschlag auf einen Polizeiposten im Vorort Afoye sterben fünf Polizisten und sieben Zivilisten. Die Sicherheitskräfte töten zwei der Angreifer. Die islamistische Al-Shabaab-Miliz bekennt sich zu den Anschlägen.[9]
- Tripolis/Libyen: Während der seit einer Woche anhaltenden schweren Kämpfe zwischen rivalisierenden Milizen in der Hauptstadt sind aus dem Ain-Sara-Gefängnis rund 400 Häftlinge geflohen. Bei den Häftlingen handelt es sich um Straftäter und Anhänger des früheren Revolutionsführers Muammar al-Gaddafi. Bereits am 31. August meldete das Gesundheitsministerium mindestens 39 Tote. Der Tripoli International Airport wurde ebenfalls wegen Raketenangriffen geschlossen. Am Abend lag die Hauptstadt unter Raketenbeschuss. Getroffen wurden auch das Waddan Hotel in der Nähe der italienischen Botschaft sowie ein Diesellager der staatlichen Ölfirma National Oil Corporation. Kämpfe gibt es auch zwischen der 7. Infanteriebrigade und der Tripoli Revolutionäre Brigaden (TRB) und der Al-Nawasi-Brigade in der Stadt Tarhuna, 65 Kilometer südöstlich der Hauptstadt.[10][11]

### Montag, 3. September 2018
- Berlin/Deutschland: Tschadsee-Konferenz[12]
- Frankfurt/Deutschland: Verleihung des Frank-Schirrmacher-Preises an Daniel Kehlmann[13]
- Johannesburg/Südafrika: Erstmals nach dem Ende der Apartheid 1994 in Südafrika gehen über 6000 weiße Arbeitnehmer der Gewerkschaft Solidariteit wegen Rassendiskriminierung bei dem Erdöl- und Chemiekonzern Sasol in einen Bummelstreik. Sie fordern wie ihre schwarzen Kollegen eine Beteiligung an dem Bonusprogramm zum Erwerb von Aktien im Wert von umgerechnet 29.000 Euro.[14]
- Kigali/Ruanda: Parlamentswahl
- Peking/Volksrepublik China: 3. Gipfel und 7. Ministerkonferenz des Forum on China–Africa Cooperation (FOCAC). Auf dem China-Afrika-Gipfel vor rund 53 afrikanischen Staats- und Regierungschefs gab Präsident Xi Jinping an, dass die Volksrepublik China bis 2021 umgerechnet rund 51,7 Milliarden Euro an Investitionen in die Infrastruktur und für Kreditvergaben im Rahmen des Ausbaus der Belt and Road-Initiative plant.[15]
- Rangun/Myanmar: Wegen „Verrat von Staatsgeheimnissen“ werden die Journalisten Wa Lone und Kyaw Soe Oo zu sieben Jahren Haft verurteilt. Sie hatten für die Nachrichtenagentur Reuters über die Tötung von zehn Rohingya durch die myanmarische Armee am 2. September 2017 im Rahmen einer sogenannten Anti-Terror-Aktion recherchiert.[16]
- Rio de Janeiro/Brasilien: In der Nacht auf den 3. September wird das Nationalmuseum der Bundesuniversität von Rio de Janeiro durch einen Großbrand zerstört; nach ersten Erkenntnissen dürfte ein großer Teil der rund 20 Millionen Exponate verloren oder stark beschädigt sein, darunter die größte ägyptische Sammlung Lateinamerikas.[17][18]
- Somerset West/Südafrika: Bei einer Explosion in einer Munitionsfabrik des deutsch-südafrikanischen Joint-Venture Rheinmetall Denel Munition (RDM) werden mindestens acht Menschen getötet und mindestens zwei verletzt.[19]

### Dienstag, 4. September 2018
- Amsterdam/Niederlande: Der niederländische Allfinanz-Dienstleister ING Groep zahlt zur Beilegung eines umfangreichen Falls von Geldwäsche rund 775 Millionen Euro an Strafe.[20] Eine Woche später gibt die ING Bank bekannt, den Vertrag mit Finanzvorstand Koos Timmermans aufzulösen.[21]
- Bonn/Deutschland: Das Bundeskartellamt verhängt eine Geldbuße in Höhe von insgesamt 16 Millionen Euro gegen die DuMont Mediengruppe, eine verantwortliche Person und einen Rechtsanwalt. DuMont wurde vorgeworfen, eine verbotene Gebietsabsprache mit der Gruppe Bonner General-Anzeiger getroffenen zu haben.[22]

### Mittwoch, 5. September 2018
- Elsdorf/Deutschland: Im Konflikt um den Hambacher Forst hat der Energiekonzern RWE unter dem Schutz der Polizei Nordrhein-Westfalens begonnen, Hindernisse und Blockaden von Umweltaktivisten aus dem Wald zu entfernen.
- Kabul/Afghanistan: Bei einem Selbstmordanschlag in dem Wrestling-Club Maiwand und einem Autobombenanschlag in der Nähe werden in dem von Schiiten bewohnten Stadtteil Dasht-e-Barchi mindestens 20 Menschen getötet und weitere 70 verletzt.[23]
- London/Vereinigtes Königreich: Sechs Monate nach dem Nervengift-Anschlag auf Sergei Skripal und seine Tochter Julija in Salisbury hat das britische Crown Prosecution Service (CPS) die beiden mutmaßlichen Agenten des russischen Militärnachrichtendienstes GRU, Alexander Petrow und Ruslan Boshirow, als Tatverdächtige benannt.[24]
- Wiesbaden/Deutschland: Das Verwaltungsgericht Wiesbaden gibt in einem noch nicht rechtskräftigen Urteil die Klage der Deutschen Umwelthilfe (DUH) gegen das Land Hessen wegen der Überschreitung von Stickoxidgrenzwerten recht. Der von Hessen eingereichte Luftreinhalteplan müsse danach in der Stadt Frankfurt am Main mit dessen Inkrafttreten ein Fahrverbot für Diesel-Fahrzeuge der Abgasnorm Euro 4 und älter sowie für Benzinfahrzeuge der Norm Euro 1 und Euro 2 ab Februar 2019 enthalten.[25]

### Donnerstag, 6. September 2018
- Atsuma/Japan: Bei einem Erdbeben der Stärke 6.6 Mw auf der Insel Hokkaidō kommen mindestens 39 Menschen ums Leben, auf der ganzen Insel fällt der Strom aus und das Kraftwerk Tomatō-Atsuma wird schwer beschädigt. Der Flughafen Neu-Chitose wird gesperrt.[26]
- Berlin/Deutschland: Die Medien in Deutschland berichten über einen Ausspruch des Bundesinnenministers Horst Seehofer (CSU) im Nachgang zu einem Tötungsdelikt in Chemnitz: „Die Migrationsfrage ist die Mutter aller politischen Probleme.“ Der Rheinischen Post teilt er mit, dass er „als Staatsbürger auch auf die Straße gegangen“ wäre – „natürlich nicht gemeinsam mit Radikalen“. Dem Tötungsdelikt folgten ausländerfeindliche Demonstrationen. Bundeskanzlerin Angela Merkel (CDU) sagt zu Seehofers Äußerungen, es gebe in der Flüchtlingskrise „Probleme“ und „Erfolge“.[27][28]
- Neu-Delhi/Indien: Das Oberste Gericht in Indien hat den im Paragrafen 377 des Strafgesetzbuchs enthaltene und mit einer bis zu zehnjährigen Haftstrafe bewehrte Verbot von „fleischlichem Verkehr gegen die Ordnung der Natur“ zwar weiterhin für Akte mit Kindern oder Tieren, aber nicht mehr für hetero- oder homosexuellen Oral- und Analverkehr aufgehoben.[29]
- Nyon/Schweiz: Das erstmals ausgetragene Fußballnationenturnier UEFA Nations League der Männer beginnt mit den Eröffnungsspielen in den vier Ligen. Das Turnier findet in mehreren Städten der insgesamt 55 teilnehmenden Länder, deren nationale Fußballverbände dem europäischen Fußballverband UEFA angehören. Das Turnier endet im Juni 2019.
- Innsbruck/Österreich: Die zweijährlich stattfindende Kletterweltmeisterschaft in den Disziplinen Vorstieg, Boulder, Paraclimbing, Speed wurde in Innsbruck eröffnet.[30]

### Freitag, 7. September 2018
- Hamburg/Deutschland: Der Schwede Svante Pääbo wurde für die Entschlüsselung des Erbguts der Neandertaler mit dem Körber-Preis ausgezeichnet.
- Teheran/Iran: Die Präsidenten Wladimir Putin aus Russland, Recep Tayyip Erdoğan aus der Türkei und Hassan Rohani aus dem Iran nehmen an einem Dreier-Gipfel zur Friedensregelung für das Bürgerkriegsland Syrien teil. Auch Vertreter aus Deutschland und Frankreich wurden eingeladen. Unterdessen planen die syrischen Streitkräfte eine Offensive im  Gouvernement Idlib gegen islamistische Rebellen u. a. der Haiʾat Tahrir asch-Scham (Komitee zur Befreiung der Levante).
- Wiesbaden/Deutschland: Die US Army Europe gibt im Rahmen des NATO-Engagements zur Unterstützung der europäischen Sicherheit und im Ergebnis des nationalen Verteidigungsgenehmigungsgesetzes von 2017 eine Truppenerhöhung der US-Streitkräfte in Deutschland um 1500 Soldaten und ihre Familienangehörigen bis September 2020 bekannt. Zu den neuen Einheiten, die in Grafenwöhr stationiert werden sollen, gehören ein Hauptquartier einer Feldartilleriebrigade; zwei MLRS-Bataillone mit mehreren Werfern; und zusätzliche unterstützende Einheiten. Zu den neuen Einheiten, die in Ansbach stationiert werden, gehört ein Bataillon mit Luft-Nahbereichs-Flugabwehrsystem (SHORAD) und zusätzliche Unterstützungseinheiten.[31]

### Samstag, 8. September 2018
- Basra/Irak: Aufständische erstürmen das iranische Konsulat und zünden es an. Irakische Sicherheitskräfte gaben Schüsse ab, um die Proteste aufzulösen. Die Demonstranten fordern Arbeitsplätze, sauberes Trinkwasser und eine sichere Stromversorgung. Am 6. September wurden bereits weitere Gebäude wie das der Provinzregierung in Brand gesetzt. Innerhalb einer Woche starben bei den Unruhen mindestens neun Menschen, 93 weitere wurden verletzt, darunter 18 Sicherheitskräfte.[32]
- Como/Italien: Beim Abriss eines Theaters entdecken Arbeiter in einer Mauer eine steinerne Amphore aus dem fünften Jahrhundert nach Christus mit 300 Goldmünzen. Das 1807 eröffnete und 1997 geschlossene Teatro Cressoni befand in der Nähe der Stelle, wo einst das Forum der römischen Stadt Novum Comum lag.[33]
- Koya/Irak: Die iranischen Streitkräfte greifen mit Katjuscha-Raketenwerfern das Hauptquartier der Demokratischen Partei Kurdistan-Iran (PDKI/KDPI) in der Autonomen Region Kurdistan im Nordirak rund 60 km östlich von Arbil an. Dabei werden mindestens 11 Menschen getötet und 30 verletzt.[34]
- Luanda/Angola: Der ehemalige Präsident José Eduardo dos Santos verabschiedet sich nach knapp 40 Jahren an der Macht von der politischen Bühne. Beim Parteitag der regierenden Movimento Popular de Libertação de Angola (MPLA) übergibt er die Parteiführung an den seit September 2017 amtierenden Präsidenten João Lourenço.[35]
- Qamischli/Syrien: In Qamischli an der Grenze zur Türkei kommt es zu schweren Kämpfen zwischen den syrischen Streitkräften und den kurdischen Volksverteidigungseinheiten (YPG). Dabei werden nach kurdischen Angaben sieben YPG-Kämpfer und 11 syrische Soldaten getötet. Ein Konvoi der syrischen Armee wurde dabei auf dem Weg um Flughafen Qamischli attackiert.[36]
- Gudauta/Georgien: Der Premierminister der international nicht anerkannten Republik Abchasien in Georgien, Gennadi Gagulija, ist auf der Küstenautobahn bei einem Autounfall seiner Fahrzeugkolonne nahe dem Ort Myussera im Rajon Gudauta ums Leben gekommen.[37]

### Sonntag, 9. September 2018
- Islamabad/Pakistan: Arif Alvi (PTI) tritt das Amt des Präsidenten an.[38]
- Moskau/Russland: Direkte Gouverneurswahlen in 22 Regionen, darunter auch der Bürgermeister von Moskau sowie regionale und lokale Volksvertretungen. Der Wahlsieg von Bürgermeister Sergej Sobjanin (Einiges Russland) steht dabei außer Frage. Viele Oppositionelle wurden erst gar nicht zu den Wahlen zugelassen.[39]
- New York City/Vereinigte Staaten: Naomi Ōsaka hat mit einem Finalsieg gegen Serena Williams bei den US Open als erste japanische Tennisspielerin ein Grand-Slam-Turnier gewonnen.
- Nuuk/Grönland: Die Partii Naleraq gibt nach knapp vier Monaten ihren Rücktritt aus dem Kabinett Kielsen III bekannt, das damit über keine Mehrheit mehr verfügt.[40]
- Stockholm/Schweden: Aus der Reichstagswahl in Schweden, bei der die rot-grüne Minderheitsregierung Stimmenanteile verloren hat, ist die Sozialdemokratische Arbeiterpartei vor der Moderaten Sammlungspartei und den Schwedendemokraten als stärkste Kraft hervorgegangen.

### Montag, 10. September 2018
- Kabul/Afghanistan: Bei schweren Gefechten zwischen den radikalislamischen Taliban und der afghanischen Nationalarmee und weiteren Sicherheitskräften in mehreren Orten werden mindestens 60 Menschen getötet und viele verletzt. In der nördlichen Provinz Badghis wurde der Distrikt Ab Kamari an der Grenze zu Turkmenistan von den Taliban erobert.[41]

### Dienstag, 11. September 2018
- Barcelona/Spanien: Am Nationalfeiertag Kataloniens demonstrieren rund eine Million Menschen erneut für die Unabhängigkeit der autonomen Region von Spanien.[42]
- Callao/Peru: Abimael Guzmán, der frühere Anführer der Guerillaorganisation Leuchtender Pfad (Sendero Luminoso), eine marxistisch-leninistische und maoistische Partei wird zusammen mit neun weitere Führungsmitglieder von einem Tribunal für schuldig befunden und erhalten lebenslängliche Haftstrafen. Sie seien verantwortlich für einen Autobombenanschlag am 16. Juli 1992 in Limas bürgerlichem Stadtteil Miraflores. Dabei starben 25 Menschen und mehr als 150 Menschen wurden verletzt.[43]
- Zugol/Russland: Unter der Bezeichnung Wostok-2018 (Восток-2018) beginnt das größte russische Militärmanöver nach Ende des Kalten Krieges mit rund 300.000 Soldaten, rund 1000 Flugzeugen und Hubschraubern und 36.000 Fahrzeugen. Beteiligt ist eine große Anzahl an Militärstandorten in Sibirien und im Fernen Osten Russlands. Zudem sollen die gesamte russische Nordflotte und Pazifikflotte sowie die Luftlandetruppen zum Einsatz kommen. An den Übungen bis zum 15. September nehmen auch Soldaten der mongolischen Streitkräfte und rund 3200 Soldaten der chinesischen Volksbefreiungsarmee teil.[44]
- Zalambessa/Äthiopien: Der eritreische Präsident Isayas Afewerki und der äthiopische Premierminister Abiy Ahmed eröffnen zusammen mit Angehörigen der jeweiligen Streitkräfte am orthodoxe Neujahrsfest die gemeinsame Grenze nach über 20-jährigen Grenzkonflikten.[45]

### Freitag, 14. September 2018
- Berlin/Deutschland: Im Zoo Palast findet die Verleihung des Deutschen Schauspielpreises 2018 statt. Als beste Schauspieler in einer Hauptrolle werden Rosalie Thomass, Paula Beer und Barry Atsma ausgezeichnet, den Ehrenpreis für das Lebenswerk erhält Peter Simonischek.[46]
- Bern/Schweiz: Der Bundesrat setzt Änderungen der Wehrpflichtersatzabgabe per Januar 2019 in Kraft, wonach die Ersatzpflichtdauer vom 30. auf das 37. Altersjahr angehoben wird. Für alle männliche Schweizerbürger im Alter von 19 bis 37 Jahren werden dann maximal 11 Ersatzabgaben erhoben. Für Militär- und Zivildienstpflichtige, die am Ende ihrer Dienstpflicht entlassen werden, obwohl sie die Gesamtdienstleistungspflicht nicht vollständig erfüllt haben, besteht dann eine Abschluss-Ersatzabgabe.[47]
- Florianópolis/Brasilien: Die Mitgliedstaaten der Internationalen Walfangkommission (IWC) lehnen einen Antrag Japans zur Aufhebung des seit 1986 geltenden Walfang-Moratoriums für den kommerziellen Walfang mit 41 gegen 27 Stimmen ab. Für die indigenen Völker in Alaska (USA), Sibirien (Russland), Grönland und St. Vincent und die Grenadinen bestehen Fangquoten von jährlich 415 Wale von fünf verschiedenen Arten. Diese Zahl ist allerdings gering im Vergleich zu den schätzungsweise rund 300.000 Walen, die jedes Jahr beispielsweise durch Beifang, Verschmutzung oder Schiffskollisionen getötet werden. Norwegen und Island erkennen das Moratorium nicht an.[48][49]

### Samstag, 15. September 2018
- Heimbach/Deutschland: Mit der Auflösung der Abtei Mariawald schließt in Deutschland das letzte noch bestehende Trappistenkloster.[50]
- Thimphu/Bhutan: Erster Wahlgang der Parlamentswahl.

### Montag, 17. September 2018
- Bremervörde/Deutschland: Mit zwei Vorserienfahrzeugen des Coradia iLint des französischen Herstellers Alstom haben die Eisenbahnen und Verkehrsbetriebe Elbe-Weser (EVB) als weltweit erstes Unternehmen den Regelbetrieb mit Zügen mit Wasserstoffantrieb auf der Strecke Buxtehude – Bremerhaven – Cuxhaven aufgenommen. Die Brennstoffzellen an Bord können Wasserstoff und Sauerstoff in elektrische Energie umwandeln.[51][52]
- Bukarest/Rumänien: Drittes Gipfeltreffen der Drei-Meere-Initiative, an dem zwölf mittel- und osteuropäische EU-Staaten teilnehmen. Am Rande findet auch ein internationales Wirtschaftsforum statt, an dem auch Vertreter aus den Staaten des Westbalkans sowie der EU-Ostpartnerschaft (Moldau, Georgien, Ukraine) teilnehmen. Auch Vertreter der Europäischen Bank für Wiederaufbau und Entwicklung (EBRD), der Weltbank und der Europäischen Investitionsbank (EIB) nehmen teil.[53]
- Latakia/Syrien: Die syrischen Streitkräfte schießen mit dem Luftabwehrsystem S-200 ein verbündetes russisches ELINT-Aufklärungsflugzeug vom Typ Il-20M im Landeanflug auf den Militärflugplatz Hmeimim in rund 5000 Metern Höhe ab. Dabei kommen alle 15 Insassen ums Leben. Nach russischen Angaben verschanzten sich israelische Kampfflugzeuge vom Typ F-16 hinter dem russischen Aufklärer, nachdem diese Angriffe bei Latakia flogen. „Israel hat das Kommando der russischen Truppen in Syrien nicht über die geplante Militäroperation in Latakia in Kenntnis gesetzt. Über den heißen Draht ging eine Benachrichtigung weniger als eine Minute vor dem Angriff ein. Das russische Flugzeug konnte nicht rechtzeitig in eine sichere Zone gebracht werden“, erklärte Generalmajor Igor Konaschenkow.[54]
- Swinemünde/Polen: Vertragsunterzeichnung für den geplanten Swinetunnel (1760 Meter lang) zwischen den Inseln Usedom und Wolin. Die Fertigstellung ist für 2022 geplant. Ein Konsortium des österreichischen Baukonzerns Porr zusammen mit der türkischen Gülermak und der polnischen Energopol-Szczecin erhielten den Zuschlag mit einem Auftragsvolumen von rund 150 Millionen Euro.[55][56]
- Washington, D.C./Vereinigte Staaten: Die US-amerikanische Regierung unter Donald Trump verhängt weitere Zölle gegen die chinesische Regierung in Höhe von 200 Milliarden Dollar auf chinesische Importe.[57]

### Dienstag, 18. September 2018
- Abuja/Nigeria: Die nigerianische Regierung ruft für die vier Bundesstaaten Kogi, Niger, Anambra und Delta aufgrund von zahlreichen Überflutungen den Notstand aus. Mindestens 100 Menschen kamen durch die Überschwemmungen der Flüsse Niger, Benue und im Nigerdelta ums Leben.[58]
- Alicante/Spanien: Die 37. Tischtennis-Europameisterschaft beginnt. Es werden Wettbewerbe im Einzel, Doppel und Mixed ausgetragen.
- Bad Waldsee/Deutschland: Der US-amerikanische Wohnmobil-Hersteller Thor Industries mit Sitz in Elkhart im US-Bundesstaat Indiana übernimmt die deutsche Erwin Hymer Group, einen der größten Hersteller von Wohnmobilen und Wohnwagen in Europa, zum Kaufpreis von 2,1 Milliarden Euro. Ursprünglich wollte Hymer lediglich einen Kapitalgeber für den Einstieg in den US-amerikanischen Markt finden, entschloss sich dann aber für eine vollständige Übernahme durch Thor. Zuvor gründete Hymer mit dem chinesischen Unternehmen Zhejiang Lingyu Vehicle Industry ein Joint-Venture mit Namen Luoyang Erwin Hymer-Loncen Caravan. Insgesamt entsteht mit der Übernahme durch Thor Industries der weltgrößte Hersteller von Campingfahrzeugen.[59][60]
- Berlin/Deutschland: Nach seinen umstrittenen Äußerungen zu den Ausschreitungen in Chemnitz wird der Präsident des Bundesamtes für Verfassungsschutz (BfV), Hans-Georg Maaßen in den nächsten Wochen, zum Staatssekretär im Bundesministerium des Innern, für Bau und Heimat befördert. Der Koalitionspartner SPD hielt Maaßen als Präsident des BfV für nicht mehr tragbar.
- Brüssel/Belgien: Die Europäische Kommission hat eine eingehende Untersuchung eingeleitet‚ um zu prüfen, ob die deutschen Automobilhersteller BMW, Daimler und der VW-Konzern (Hauptmarken: Volkswagen, Audi und Porsche) unter Verstoß gegen die EU-Kartellvorschriften Absprachen getroffen haben, um bei der Entwicklung und Einführung von Emissionsminderungssysteme von Benzin- und Diesel-Personenkraftwagen wie SCR und Partikelfilter für Otto-Motoren, nicht unter Wettbewerbsdruck zu stehen.[61]
- Pjöngjang/Nordkorea: Der Oberste Führer Nordkoreas, Kim Jong-un, und der Präsident Südkoreas, Moon Jae-in, treffen sich in Pjöngjang zum fünften innerkoreanischen Gipfel. Dieser dauerte bis zum 20. September an.

### Donnerstag, 20. September 2018
- Ukara/Tansania: Das Fährschiff Nyerere kentert auf dem Victoriasee. Mehr als 228 Tote wurden geborgen.[62]

### Freitag, 21. September 2018
- Mbabane/Eswatini: Zweite Runde der Wahlen in Eswatini 2018
- Berlin: Bundespräsident Frank-Walter Steinmeier eröffnet die Ausstellung Bewegte Zeiten. Archäologie in Deutschland.  Sie zeigt im Martin-Gropius-Bau die bedeutendsten archäologischen Funde der letzten 20 Jahre in Deutschland, die von der Steinzeit bis ins 20. Jahrhundert reichen.
- Hanoi/Vietnam: Đặng Thị Ngọc Thịnh wird als erste Frau in Vietnam zur Staatspräsidentin von Vietnam vereidigt.[63]

### Samstag, 22. September 2018
- Ahvaz/Iran: Bei einem Terroranschlag sterben bei einer Militärparade der Revolutionsgarden anlässlich des 38. Jahrestages des Beginns des Ersten Golfkriegs (Irak-Iran-Krieg) mindestens 24 Menschen. Nach Angaben der staatlichen Nachrichtenagentur IRNA habe die Angehörige der sunnitische Separatistengruppe „Al-Ahwasieh“ die Verantwortung für das Attentat übernommen.[64]
- Chōfu/Japan: Die japanische Weltraumagentur JAXA gibt im Rahmen der Hayabusa 2-Mission die erfolgreiche Landung der beiden MINERVA-II-Landungsroboter auf der Oberfläche des Asteroiden (162173) Ryugu bekannt. Die zwei Roboter dienen zur Vorbereitung der Landung von MASCOT, einem deutsch-französischen Asteroidenlander für fotografische Aufnahmen und Temperaturmessungen.[65][66]

### Sonntag, 23. September 2018
- Alicante/Spanien: Ende der Tischtennis-EM
- Bern/Schweiz: Die Volksabstimmung Eidgenössische Volksinitiative «Für gesunde sowie umweltfreundlich und fair hergestellte Lebensmittel (Fair-Food-Initiative)» (Liste der eidgenössischen Volksabstimmungen) scheitert.[67]
- Malé/Malediven: Die Präsidentschaftswahl in Malediven gewinnt der Oppositionspolitiker Ibrahim Mohamed Solih.[68]
- Mill Spring/USA: Ende der Weltreiterspiele

### Montag, 24. September 2018
- Peking/Volksrepublik China: Importzölle auf US-amerikanische Waren in Höhe von 60 Milliarden Dollar werden in der Volksrepublik China erhoben.[69]

### Dienstag, 25. September 2018
- Berlin/Deutschland: Der CDU-Politiker Ralph Brinkhaus gewinnt überraschend die Wahl zum Fraktionsvorsitzenden der CDU/CSU-Fraktion im Deutschen Bundestag mit 125 zu 112 Stimmen gegen Amtsinhaber Volker Kauder.
- Münster/Deutschland: Der 52. Deutsche Historikertag beginnt.

### Donnerstag, 27. September 2018
- Berlin/Deutschland: Auf Einladung von Bundespräsident Frank-Walter Steinmeier trifft der türkische Staatspräsident Recep Tayyip Erdoğan zu einem zweitägigen Staatsbesuch ein und kommt auch mit Bundeskanzlerin Angela Merkel (CDU) zusammen.
- Hamburg/Deutschland: Der Hamburger AfD-Fraktionschef Jörn Kruse gibt die Abgabe des Fraktionsvorsitzes und seinen Parteiaustritt bekannt.
- Neu-Delhi/Indien: Das Oberste Gericht Indiens hebt ein seit 1860 aus der Kolonialzeit von Britisch-Indien bestehendes Gesetz mit dem Strafrechtsparagrafen 497 auf, das die juristische Verfolgung von Männern mit einer Haftstrafe von bis zu fünf Jahren vorsah, die ohne Zustimmung ihres Ehemanns mit einer verheirateten Frau Geschlechtsverkehr hatten. Frauen konnten im Fall eines Ehebetrugs nicht gegen ihre untreuen Ehemann klagen. Die Richter sahen darin einen Verstoß gegen die in der Verfassung garantierte Gleichheit von Mann und Frau. „Das Ehebruchgesetz ist willkürlich und eine Beleidigung der Würde von Frauen“.[70]
- Nyon/Schweiz: Auf ihrer Exekutivsitzung hat die UEFA die Ausrichtung der Fußball-Europameisterschaft 2024 der Herren an Deutschland vergeben.[71]

### Freitag, 28. September 2018
- Frankfurt/Deutschland: Auftakt der dreitägigen Eröffnungsfeierlichkeiten im wiederaufgebauten Teil der Frankfurter Altstadt zwischen Dom und Römer.
- Palu/Indonesien: Ein Erdbeben der Stärke 7,5 und ein Tsunami fordern mindestens 1234 Todesopfer auf der Insel Sulawesi. Das Epizentrum liegt im Regierungsbezirk Donggala.
- Washington, D.C./Vereinigte Staaten: US-Außenminister Mike Pompeo sieht die US-amerikanische Einrichtungen im Irak zunehmend und andauernd bedroht und ordnet die Schließung des Generalkonsulats in Basra an. So sehe er bei den letzten Angriffen auf den Flughafen Basra nahe dem US-Konsulat die iranischen Revolutionsgarden (Pasdaran) und deren al-Quds-Einheit, als Urheber.[72]

### Samstag, 29. September 2018
- Kunming/China: Bei einer Gesundheitskonferenz in der Provinz Yunnan geben Beamte der Gesundheitsbehörde, die Anzahl an Neuinfektionen mit HIV in China allein von April bis Juni 2018 um weitere 40.000 Menschen an. Insgesamt sind mehr als 820.000 Staatsbürger HIV-positiv.[73]
- Washington, D.C./Vereinigte Staaten: Im Zuge der Untersuchung der US-Börsenaufsichtsbehörde SEC beim Autohersteller Tesla wurde ein Vergleich vereinbart. Vorbehaltlich einer gerichtlichen Bestätigung sollen Elon Musk und Tesla jeweils 20 Millionen US-Dollar Strafe zahlen, Elon Musk für drei Jahre nicht mehr als Chairman fungieren und Tesla einen unabhängigen neuen Chairman verpflichten.[74] Der Vergleich muss noch von einem Gericht bestätigt werden.[75]
- Köln/Deutschland: Der türkische Staatspräsident Recep Tayyip Erdoğan trifft am Flughafen Köln/Bonn mit dem Ministerpräsidenten von Nordrhein-Westfalen, Armin Laschet (CDU), zusammen und eröffnet später zusammen mit dem DİTİB-Präsidenten Ali Erbaş die neue DITIB-Zentralmoschee Köln im Stadtteil Ehrenfeld.[76][77]
- Kleve/Deutschland: Nach einem Brand am 17. September in der JVA Kleve erliegt der 26-jährige Syrer Amed A. im Krankenhaus seinen Verletzungen. Er war mit einem Afrikaner aus Mali verwechselt worden und zu Unrecht inhaftiert.[78]

### Sonntag, 30. September 2018
- Chengdu/Volksrepublik China: Beim Tischtennis-World-Cup gewinnt Ding Ning zum dritten Mal die Goldmedaille.
- Erbil/Irak: Parlamentswahl in der Autonomen Region Kurdistan (Irakisch-Kurdistan) für rund 3,8 Millionen Wahlberechtigte. Um die 111 Parlamentssitze bewerben sich 673 Kandidaten aus 29 politischen Bewegungen. Die wichtigsten Parteien sind die Demokratische Partei Kurdistans (PDK) von Nêçîrvan Barzanî und die Patriotische Union Kurdistans (PUK) mit Kosrat Rasul Ali.[79]
- Skopje/Mazedonien: Das Verfassungsreferendum nach der Vereinbarung mit Griechenland zur Änderung des Staatsnamens von der international anerkannten Bezeichnung Ehemalige jugoslawische Republik Mazedonien in „Republik Nordmazedonien“ sowie über den Beitritt zur Europäischen Union (EU) und zum NATO-Militärbündnis scheitert durch eine zu geringe Wahlbeteiligung. Nur 34 Prozent statt der erforderlichen 50 Prozent der 1,8 Millionen Wahlberechtigten gaben ihre Stimme ab. Das Referendum war für die sozialdemokratische Regierung von Ministerpräsident Zoran Zaev (SDSM) allerdings nicht bindend. Staatspräsident Gjorge Ivanov hatte sich gegen das Referendum und die Namensänderung des Landes ausgesprochen.[80]

## Weblinks

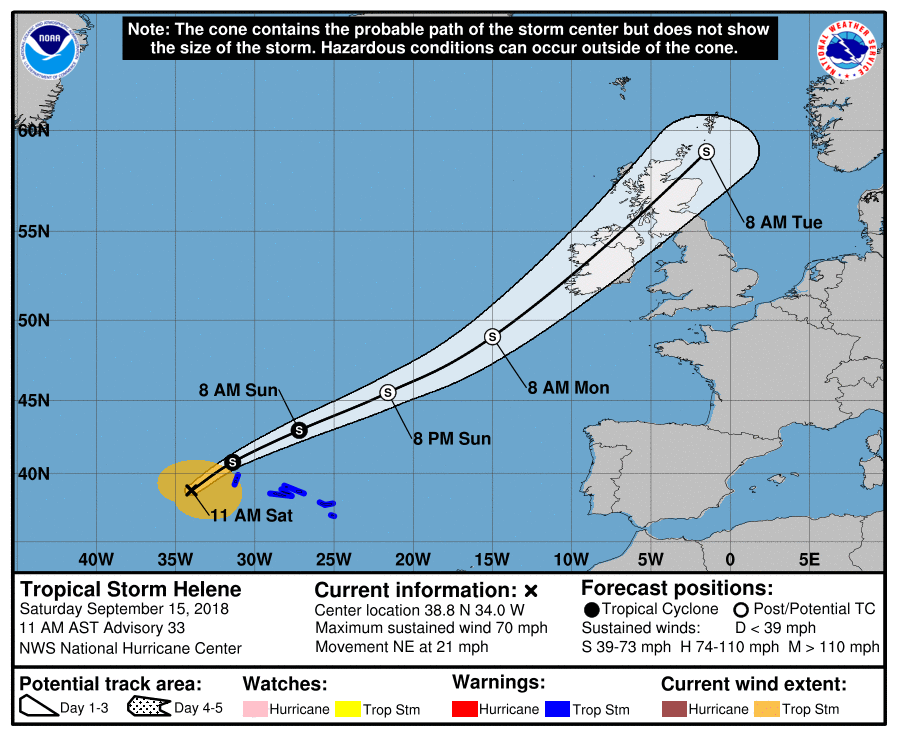
Hurrikan Helene nähert sich am 12. September den Azoren